# 余維翰
余维翰（1874年—1928年），又名谷荪，字屋舟。湖南省平江县三市乡肥田村窍塘人。
光绪三十年（1904年），會試第一百三十二名；同年，殿試登甲辰恩科三甲第一百二十六名，与同乡苏舆是同榜进士。历任清朝文史督修，湖北竹山、来凤、利川三县知县。民国后，任湖南靖县、岳阳知事，武汉大学教授，长沙师范教师（毛泽东1913年在湖南第一师范就读时的国文教员）。余维翰还兼任过地方检察厅检察官，有“余青天”之誉。尤以禁烟成绩突出，曾受民国政府表彰。
余维翰热心家乡水利建设，民国十五年捐资修建大陂堰，开石圳40余丈，使当地农民受益匪浅，深为乡人敬仰。
著作有《半韪屋文钞》、《半韪屋诗抄》、《袖珍诗集》、《太平天国史》、《福石山庄联语集》等传世。